# Enicospilus abdominalis
Enicospilus abdominalis is een vliesvleugelig insect uit de familie van de gewone sluipwespen (Ichneumonidae). De wetenschappelijke naam van de soort werd voor het eerst geldig gepubliceerd in 1906 door Szépligeti  als Henicospilus abdominalis.